# 磯西昭
磯西 昭（いそにし あきら、1928年 - 2020年10月9日）は、日本の写真家。会社経営者。富士山の空撮で知られる。

## 経歴・人物
静岡県に生まれる。富士宮市に住んだ。静岡県立静岡中学校に学んだ。戦後、海外渡航が自由になるとイタリアをはじめ、ヨーロッパ各国、アフリカ、南極など、カメラ機材を背負って旅をし、現地が気に入れば数十日に及ぶこともあった。
空撮を始めたのは1994年で、ハワイオアフ島のヨットレースの撮影で挑戦してからその魅力に取り憑かれ、のめり込んだ。翌、1995年から３年間にわたり、ヴェネツィア・ピサ・アッシジ・シエーナ・フィレンツェ・ローマなどのイタリア各地の中世都市の空撮を実現させた。イタリアの空撮と並行して具体的な目標として富士山があり、当初、数年で終わるつもりだったが、懐の広さ深さが分かり、本格的な撮影に取り組み、ライフワークになった。
継続的に清水銀行のカレンダーを手がけ、2014年には、日本郵便の特殊切手「世界遺産シリーズ〈第7集〉『富士山－信仰の対象と芸術の源泉』」に採用された。

## 作品
- 『FUJI from THE SKY ― 磯西昭写真集』[5] 日本写真企画 2007.5
- 特殊切手「世界遺産シリーズ〈第7集〉『富士山－信仰の対象と芸術の源泉』」 2014